# 刘南昌
刘南昌（1963年10月—），湖南隆回人，中华人民共和国政治人物。中国人民大学在职经济学博士，注册高级风险管理师，曾任国务院国资委综合局局长、中共三门峡市委书记。现任河南省人大常委会副主任。

## 简历
1984年毕业于湖南财经学院贸易经济系商业经济专业；1987年取得中国人民大学经济学硕士学位。
1987年7月进入中国国家信息中心经济信息部，担任助理经济师、经济师；1993年6月进入国家经贸委综合司，先后担任干部、主任科员、分析处副处长、分析处处长、分析预测处处长、调控政策处处长、副司长；2003年3月任国务院国资委业绩考核局副局级干部，业绩考核局副局长（2006年获得中国人民大学经济学博士学位）；2009年2月任国资委综合局副局长，2009年4月任国资委综合局局长。
2016年8月担任中共三门峡市委书记。刘南昌“空降”河南之前，三门峡市前两任市委书记（杨树平、赵海燕）相继落马。到任后，他结合市情发力“三次创业”，打造“五彩三门峡”，建设了“三地五中心”。2021年9月28日，在中共三门峡市第八届党员代表大会上再度当选为中共三门峡市委书记。2023年1月，当选为河南省人大常委会副主任。2023年3月，不再兼任中共三门峡市委书记。